# Perpetual Twilight
Perpetual Twilight è l'album di debutto del gruppo musicale svedese di genere power metal degli
Axenstar, pubblicato dall'etichetta discografica Arise Records nel 2002.

## Tracce
1. All I Could Ever Be
2. The Cross We Bear
3. King of Tragedy
4. Scars
5. Enchantment
6. New Revelations
7. Secrets Revealed
8. Confess Thy Sins
9. Perpetual Twilight